# 黄肛啄花鸟
黄肛啄花鸟（学名：Dicaeum chrysorrheum），又名黄臀啄花鸟，为啄花鸟科啄花鸟属的鸟类。分布于尼泊尔、锡金、不丹、印度、孟加拉、中南半岛以至印度尼西亚以及中国大陆的广西、云南等地，多生活于开阔的山间平原或山丘高大的阔叶林中以及在田边藤本植物上亦常见到。该物种的模式产地在印度尼西亚爪哇。

## 亚种
- 黄肛啄花鸟云南亚种（学名：Dicaeum chrysorrheum chrysochlore），俗名黄肛啄花鸟西南亚种。分布于尼泊尔、锡金、不丹、印度、孟加拉、中南半岛以及中国大陆的广西、云南等地。该物种的模式产地在缅甸阿拉干。[3]